# فدية (فلم)
فدية أو الاب الشجاع أو رانسوم (بالإنجليزية: Ransom) هو فيلم جريمة وغموض أمريكي من إنتاج عام 1996 من إخراج رون هاوارد وكتابة ريتشارد برايس، وأليكساندر إيغنون، وبطولة ميل جيبسون، (توم مولن)، وغاري ينيز(كيت مولن)، ورينيه روسو(شون مولين).
كان الفيلم هو الفيلم السادس الأعلى ربحًا لعام 1996 في الولايات المتحدة.حيث حقق ارباحا تقدربمائة وستة وثلاثين مليون دولار في صالات العرض الأمريكة.

## القصة
توم مولن (ميل غيبسون) رجل أعمال شهير يمتلك ثروة تقدر بعدة ملايين من الدولارات، وزوجة جميلة وهي كيت (رينيه روسو)، وابن يبلغ من العمر تسع سنوات وهو شون (براولي نولتي). تنقلب حياة مولن رأساً علي عقب عندما تقوم إحدي العصابات باختطاف ابنه شون أثناء مؤتمر يعقده في منتزه. يتلقى توم وكيت رسالة إلكترونية من الخاطفين يطالبون بمبلغ 2,000,000 دولار، وبالتعاون مع مكتب التحقيقات الفيدرالي FBI تحت قيادة العميل الخاص لوني هوكينز(ديلروي ليندو)، يبدأ الاب (مولن) وزوجته بتجيهز المبلغ لتسليم الفدية، لكن عندما تسوء عملية المقايضة، يخالف الأب كل التوقعات ويقرر عدم الذهاب اليهم، والظهور على شاشة التليفزيون، واخبارهم أن الفدية سوف تصبح منحة لمن يأتي برأس الخاطف، وهو ما أربك حسابات الخاطفين وأسقطهم في النهاية وأرجع الابن (شون) لأبويه.

## طاقم التمثيل
- ميل جيبسون في دور توم مولن
- رينيه روسو في دور كيت مولين
- براولي نولتي في دور شون مولين
- غاري سينسيز جيمي شاكر
- ديلروي ليندو كعميل خاص في إف بي آي لوني هوكينز
- ليلي تايلور في دور ماريس كونر
- ييف شرايبر في دور كلارك بارنز
- دوني والبيرغ في دور كابي بارنز
- إيفان هاندلر في دور مايلز روبرتس
- بول غيلفويلفي دور مدير مكتب التحقيقات الفيدرالي ستان والاس
- جوزيه زونيجا في دور ديفيد توريس
- دان هداية في دور جاكي براون
- جون أورتيز في دور روبرتو
- ديفيد فاديم كمسؤول في شرطة نيويورك
- مايكل جاستون في دور العميل جاك